# Trogloiulus osellai
Trogloiulus osellai är en mångfotingart som beskrevs av Pius Strasser 1977. Trogloiulus osellai ingår i släktet Trogloiulus och familjen kejsardubbelfotingar. Inga underarter finns listade i Catalogue of Life.